# Parafia św. Jana Chrzciciela w Gliwicach
Parafia św. Jana Chrzciciela w Gliwicach – rzymskokatolicka parafia w Gliwicach w dzielnicy Żerniki, należy do dekanatu Gliwice-Sośnica w diecezji gliwickiej.

## Duszpasterstwo

### Proboszczowie
- ks. Maksymilian Beigel (1931–1949)[1]
- ks. Franciszek Herman (1949–1958)[1]
- ks. Ludwik Buczkowski (1958–1987)[1]
- ks. Antoni Rzeszutko (1991– )[1]

W latach 1987–1991 administratorem pełniącym funkcję proboszcza był Antoni Rzeszutko

### Duchowni pochodzący z parafii
- ks. Jan Drewniok – wyświęcony w 1967
- ks. Alfred Michalik – wyświęcony w 1967
- ks. Wiesław Żurawski – wyświęcony w 1987

### Duchowni pochowani na terenie parafii
Obok kościoła:
- ks. Maksymilian Beigel (+ 20.09.1949) – I proboszcz

Na cmentarzu parafialnym przy ul. Kurpiowskiej:
- ks. Franciszek Herman (+ 03.08.1962) – proboszcz
- ks. dziekan Ludwik Buczkowski (+ 23.11.1998) – proboszcz

## Grupy działające w parafii
- Rada parafialna
- Caritas
- Rodziny i Matki Szensztackie
- Dzieci Maryi
- Ministranci
- Młodzieżowa Parafialna Grupa Teatralna
- Chór dziecięcy
- Młodzieżowy zespół wokalno-instrumentalny
- Grupy modlitewne

## Cmentarze
Cmentarz parafialny przy ul. Kurpiowskiej.